# Andrena rhyssonota
Andrena rhyssonota är en biart som beskrevs av Pérez 1895. Andrena rhyssonota ingår i släktet sandbin, och familjen grävbin. Inga underarter finns listade i Catalogue of Life.